# Ana de la Vega
Ana de la Vega (* 1981 oder 1982 in New South Wales) ist eine australische klassische Flötistin.

## Biografie
Ana de la Vega ist die Tochter eines Argentiniers und einer Britin, die in Australien eine Farm bewirtschafteten. Die Eltern hatten keinen Bezug zur Musik, unterstützten jedoch ab dem Alter von acht Jahren den Wunsch ihrer Tochter, Querflöte zu lernen. Später studierte sie ihr Instrument an der Universität von Sydney. 2006 übersiedelte sie als 24-Jährige für sechs Jahre nach Paris, um für ihre Entwicklung von der französischen Flötentradition zu profitieren und sich für ein Studium am Pariser Konservatorium zu bewerben. Dort arbeitete sie dann mit Raymond Guiot und Catherine Cantin.
Bekannt wurde sie vor allem durch ihr 2018 bei Pentatone erschienenes Debütalbum mit Flötenkonzerten von Mozart und Mysliveček und die Fernsehdokumentation Ana de la Vega und die Flöte von 2020. Als Solistin konzertierte sie mit renommierten Klangkörpern wie den Lucerne Festival Strings, dem Kammerorchester Berlin, dem English Chamber Orchestra, dem Prag Royal Philharmonic, den Bremer Philharmonikern, der Bayerischen Kammerphilharmonie, den Bochumer Symphonikern, den Dresdner Kapellsolisten, den Zagreber Solisten, der Neuen Philharmonie Westfalen und Trondheim Solisten. In jüngerer Zeit debütierte sie im Concertgebouw Amsterdam, der Berliner Philharmonie, der Elbphilharmonie Hamburg, der Wigmore Hall & Cadogan Hall London, der Philharmonie Essen und Philharmonie am Gasteig München.

## Diskografie
- Mozart, Mysliveček: Flute Concertos. Mit dem English Chamber Orchestra unter Stephanie Gonley. Pentatone, 2018
- Haydn & Stamitz: Joseph Haydn: Konzerte für 2 Lyren H7h Nr. 1 & 3 (Bearbeitungen für Flöte, Oboe & Orchester); Carl Stamitz: Flötenkonzert D-Dur, Konzert für Flöte und Oboe G-Dur. Mit Ramón Ortega Quero, Oboe und den Trondheim Soloists unter Geir Inge Lotsberg. Pentatone 2020
- My Paris: Werke französischer Komponistinnen und Komponisten. Paul Rivinius, Klavier, Pentatone, 2022